# Biotopo

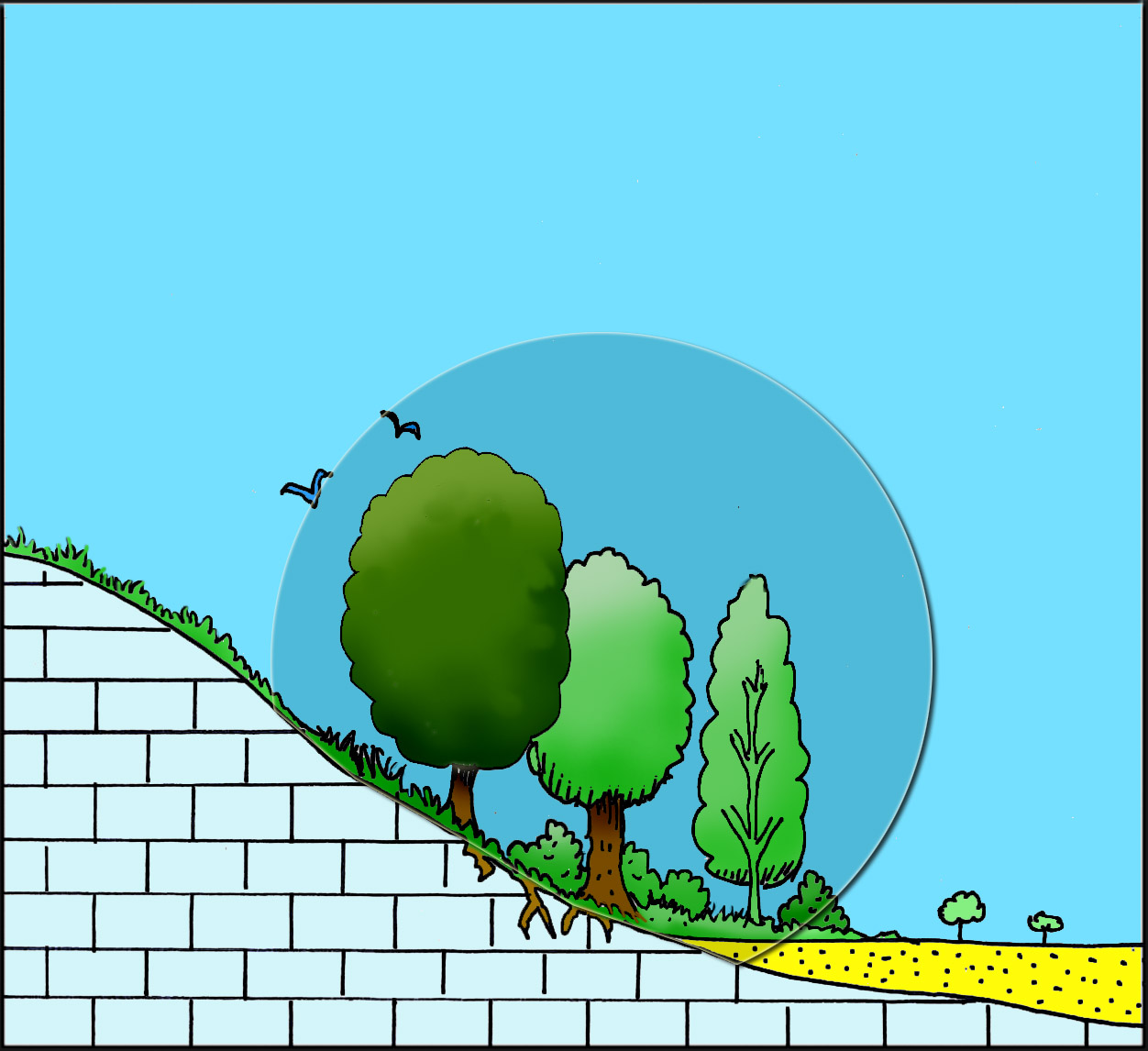
Representación muy simplificada de un biotopo.

Biotopo (del griego  βíος bios, "vida" y τόπος topos, "lugar"), en ecología, es un área de condiciones ambientales uniformes que provee espacio vital a una comunidad biológica o biocenosis. El biotopo es casi sinónimo del término hábitat con la diferencia de que hábitat se refiere a las especies o poblaciones mientras que biotopo se refiere a las comunidades biológicas. Término que en sentido literal significa ambiente de vida y se aplica al espacio físico, natural y limitado, en el cual vive una biocenosis. La biocenosis y el biotopo forman un ecosistema.

## Historia
La primera persona en hablar de biotopos fue Ernst Haeckel (1834-1919), un zoólogo alemán famoso por su teoría de la recapitulación o ley biogenética. En su libro Morfología general (1866), en el que define a la ecología, remarca la importancia del concepto de hábitat como prerrequisito a la existencia de un organismo. También explica que junto con los ecosistemas las biotas son modeladas por factores ambientales tales como agua, suelo, rasgos geográficos y fenómenos climáticos y por interacciones con otros seres vivos.
A partir de estos conceptos el profesor del museo zoológico de Berlín, F. Dahl se refirió a los sistemas ecológicos con el término biotopo (1908).

## Restauración de biotopos
Aunque la palabra biotopo es considerada como un término técnico de ecología, en años recientes se le está dando uso en actividades cívicas y administrativas. Desde 1970, los biotopos han recibido gran atención en Europa (especialmente en Alemania) en referencia a la preservación, regeneración y creación de ambientes naturales.
En este contexto la palabra biotopo se refiere a menudo a asuntos ecológicos de menor escala y que son familiares a la vida cotidiana. En Alemania los esfuerzos para regenerar los biotopos son recibidos con gran entusiasmo. Estas actividades incluyen:
- la creación de techos verdes.
- reconstrucción de ríos para restaurar su calidad.
- conservación de arbustos y árboles en terrenos cultivados agrarios.
- creación de parques naturales a lo largo de las carreteras "autopistas".
- creación de jardines o lagunas escolares que tienen en cuenta el medio ambiente.
- diseño de jardines privados que tienen en cuenta la ecología.

### Red de biotopos
Se recalca que los biotopos no deben estar aislados; por el contrario es necesario que existan conexiones con los lugares circundantes para que los organismos puedan circular. Una de las estrategias más eficaces para regenerar un biotopo es el de extenderlo y conseguir que sea un punto para que los animales y plantas (o sus semillas) puedan circular. A esto se le llama un corredor biológico. En este método el centro de la red de biotopos es un terreno grande de bosque, un parque natural.